# 카타오카 아이노스케 (6대)
6대 카타오카 아이노스케(일본어: 六代目 片岡 愛之助 로쿠다이메 카타오카 아이노스케[*])는 일본의 가부키 배우이다.

## 같이 보기
- 카타오카 아이노스케
- 에이라쿠칸